# Вене (Савона)
Вене је насеље у Италији у округу Савона, региону Лигурија.
Према процени из 2011. у насељу је живело 75 становника. Насеље се налази на надморској висини од 251 м.